# Brokoh
Brokoh is een bestuurslaag in het regentschap Batang van de provincie Midden-Java, Indonesië. Brokoh telt 2451 inwoners (volkstelling 2010).